# Guan Yu
|                         | |
| Namn                    | |
| Förenklad kinesiska:    | 关羽                                                                                                 |
| Traditionell kinesiska: | 關羽                                                                                                 |
| Pinyin:                 | Guān Yǔ                                                                                              |
| Wade-Giles:             | Kuan Yu                                                                                              |
| Zi:                     | Yunchang (雲長) Changsheng (長生)                                                                    |
| Namn inom buddhismen:   | Sangharama Bodhisattva (伽藍菩薩)                                                                    |
| Gudanamn:               | Helige Kejsare Guan (關聖帝君)                                                                       |
| Andra namn:             | Herre Guan (關公) Herre Guan den andre (關二爷) Det magnifika skäggets herre (美髯公) Guans Gud 關帝 |

Guan Yu (關羽 Guān Yǔ), född 162, död 219, var en general under krigsherren Liu Bei under den sena Östra Handynastin och De tre kungarikenas period i det tidiga Kina. Han spelade en betydelsefull roll i det inbördeskrig som ledde till sammanbrottet av Handynastin och grundandet av kungariket Shu, av vilket Liu Bei var den förste kejsaren.
Guan Yu är en av de bäst kända kinesiska historiska gestalterna, och hans sanna livshistoria har ersatts av halvt fiktiva, för det mesta funna i den historiska romanen Sagan om de tre kungarikena eller berättats vidare av generation efter generation som kinesisk folklore, i vilket hans dåd och kvalitet på moral har blivit kraftigt överdriven.
Guan Yu dyrkas fortfarande av kineser, speciellt i Hongkong. Medan han sägs personifiera lojalitet och riktighet har han kritiserats av historiker för att vara arrogant och fåfäng, egenskaper som slutligen ledde till hans fall i händerna på Sun Quan, herre över kungariketet Wu.

## Utseende
Guan Yu porträtteras traditionellt som en rödbrusig krigare med ett långt skägg. Medan hans skägg verkligen nämndes i Krönika över de tre kungadömena var idén om hans röda ansikte troligen lånad från kapitel ett i Sagan om de tre kungarikena, där följande står skrivet:
| ” | Xuande såg på mannen, som var runt nio chi, och hade två chi långt skägg; hans ansikte hade färgen av jujubär, med röda läppar; hans ögon var som de hos en Fågel Fenix, och hans ögonbryn påminde om silkesmaskar. Han hade en högtidlig min, och han såg ganska majestätisk ut. | „ |

Det är också möjligt att det röda ansiktet lånats från en opera, där ett rött ansikte står för lojalitet och riktighet. Också enligt folktron var Guan Yus vapen en Guan dao med namnet Gröna drakens halvmånformade blad. En guan do påminner om en hillebard eller en japansk naginata och sades väga 82 jin (18 kilogram). En träkopia kan beskådas i Kejsar Guan-templet i Xiezhous härad, Kina. Guan Yu bar enligt traditionerna en grön skrud över sin armering, vilket beskrevs i Sagan om de tre kungarikena.

## Den historiska Guan Yu

### Tidigt liv
Guan Yu föddes i häradet Xie (解, det som idag är Yuncheng, Shanxi). Hans födelseår har inte återfunnits i historiska dokument, men enligt ett tempel som dyrkar Guan Yu i hans hemstad, jämte en biografi om Guan Yu skriven 1756 skall Guan Yus födelseår vara 160.
Guan Yu flydde från sin hemstad då han var 23 år gammal efter att ha slagit ihjäl en översittare vid namn Lü Xiong (吕熊). Fem år senare anlände han till Zhuo-styrelsen (涿郡, det som idag är Zhuozhou, Hebei), där Liu Bei rekryterade en styrka för att beakta regeringens anrop på motstånd mot Gula turbanernas uppror. Tillsammans med Zhang Fei anslöt sig Guan Yu med Liu Bei och slogs mot rebellstyrkorna i norra Kina. För hans insats fastslogs Liu Bei till att bli guvernör över Pingyuans härad (平原). Guan Yu och Zhang Fei blev också officerare och fick sina egna divisioner. Enligt Berättelser om de tre kungadömena sov de tre männen i samma säng och behandlade varandra som bröder. Guan Yu och Zhang Fei följde även Liu Bei vartän han än gick och skyddade honom från faror hur livsfarlig situationen än var.
År 199 lät Liu Bei lönnmörda Che Zhou (車冑), guvernören över Xuzhou (徐州) som hade utnämnds av den växande krigsherren Cao Cao. Liu Bei gav Guan Yu kontroll över den regionala huvudstaden Xiapi medan han själv återvände till Xiaopei (小沛). Cao Cao gav snart igen med att personligen leda ett fälttåg åt öst för att återvinna Xuzhou. Liu Bei flydde för att söka en tillflyktsort hos Yuan Shao, en mäktig krigsherre längre norrut, men Xiapi intogs och Guan Yu överlämnade sig till Cao Cao. Cao Cao behandlade Guan Yu med respekt och gjorde honom till och med till ställföreträdande general.

### Kort tjänst under Cao Cao
År 200 uppbådade Yuan Shao en armé med 100 000 man och marscherade till Xuchang, den nya huvudstaden och bas för Cao Cao. För att tillförsäkra en säker korsning över Gula floden sände Yuan Shao sin betrodde general Yan Liang för att attackera Baima (白馬, nordost om det som idag är Hua, Anyang) som en undanmanöver. Med en motattack flyttade Cao Cao sin huvudstyrka åt väst längs med Gula floden för att avleda Yuan Shaos armé åt samma håll, men skickade Guan Yu och Zhang Liao österut för att avlösa attacken mot Baima. Då Guan Yu kom till Baima såg han på håll Yan Liangs stridsvagns fana och manade på sin häst mot denne. Han spetsade Yan Liang mitt ibland fiendetrupperna och tog tillbaka hans bistra huvud. Kort därefter skickade Yuan Shao ur Wen Chou för att hämnas Yan Liang, och han blev också dödad. Sålunda förlorade Yuan Shao en viktig löjtnant och belägringen av Baima var över. Guan Yu blev då Markis[¹] av Hanshou (漢夀亭侯). Titeln mariks var delad i tre grader under den sena Handynastin och Tre Kungadömens period. Dessa var i stidande ordning av prestige tinghou (亭侯), xianghou (乡侯) och xianhou (县侯). Guan Yus var den första.
Efter att ha tjänstgjort hos Cao Cao avböjde Guan Yu ytterligare gåvor från den förstnämnde. Han lämnade efter sig ett brev åt sin före detta herre, som fortfarande var i Yuan Shaos läger. När någon av hans underlydande ville följa Yu stoppade Cao Cao dem och sade: "Var och en går för sig själv."

### Erövringen av Jingzhou
Efter att Cao Cao besegrat Yuan Shao i det avgörande Slaget om Guandu reste Liu Bei söderut för att söka skydd under Jingzhous (荆州) guvernör Liu Biao, som snart dog av en sjukdom. Cao Cao tog tillfället i akt för att expandera sin kontroll söderut och lade under sig en stor del av Jingzhou norr om Yangtzefloden, men Liu Bei undkom söderut och formade en koalition med Sun Quan, en mäktig krigsherre som kontrollerade det mesta av sydöstra Kina. Koalitionen besegrade Cao Cao under slaget vid Chibi och Jingzhou vanns åter. Guan Yu befordrades till General Som Upprensare Av Rebeller (荡寇将軍) och blev guvernör av Xiangyang (men han var stationerade i Jiangling), i ledning av försvaret av norra Jingzhou.
År 213 gav sig Liu Bei av mot Yizhou (det som idag är Sichuan) och tog över regionen två år senare för att sedan stanna där. År 219 tillkännagav Liu Bei sig själv till Kung av Han Zhong (漢中王) och befordrade Guan Yu till Frontgeneral (前将軍), rankad först bland de fem bästa generalerna under sin tjänst (populärt kända som de Fem Tigergeneralerna, bland vilka var Zhang Fei, Zhao Yun, Ma Chao och Huang Zhong).

### Guan Yus fördärv
Samma år attackerade Guan Yu Fancheng (樊城, det som idag är Xiangfan, Hubei), en stad nära Xiangyang som försvarades av Cao Ren, en betrodd general och Cao Caos kusin. Ett långt regnoväder då hösten kom översvämmade floden Hanshui som flöt nära staden. Detta bistod Guan Yu mycket. Störtfloden dränkte majoriteten av de avlösande trupperna Cao Cao skickat, medan deras officerare, Yu Jin och Pang De togs till fånga av Guan Yu. Emellertid drev en avlägsen avlösande styrka under Xu Huang med framgång bort angriparna.
Vidare blev det vid den här tiden känt att Sun Quan, varav Guan på förhand hade gång på gång provocerat (inkluderar till exempel att med våld mätt upp Suns truppers matförråd för sina egna trupper då de marscherade norrut mot Cao Cao) hade attackerat Guans hembas i Jiangling, och därefter hade de två officerarna som Guan hade lämnat som vakthavande i basen (Mi Fang och Fu Shiren, som Guan hade gång på gång förolämpade och hotade med att straffa) överlämnat sig åt Sun. I stället för att omedelbart tysta ned rapporten om detta lät Guan detta bli känt för armén, som då tappade lustan att strida, och trupperna började överlämna sig till Sun.
Med många av sina trupper ödelagda försökte Guan Yu retirera västerut för att återförenas med Liu Bei. Emellertid omringades han av Sun Quans styrkor väst om Maicheng (麦城, sydost om det som idag är Dangyang, Hubei) och tillfångatogs tillsammans med sin son Guan Ping. Båda avrättades. Sun Quan skickade Guan Yus huvud till Cao Cao (i ett försök att lägga skulden på denne), som begravde kroppen med den heder som anstår en markis. Guan Yu fick postumt titeln Markis Zhuangmou (壮缪侯).
År 223 försökte Liu Bei leda ett fälttåg för att återta Jingzhou och hämnas Guan Yu, vilket kulminerade i hans avgörande nederlag vid Slaget om Xiaoting. Guan Yus son Guan Xing och sonson Guan Tong avtjänade båda som militära officerare i Konungadömet Shu. Enligt Redogörelsen om Shu (蜀記) av Wang Yin (王隐) massakrerades Guan Yus bohag totalt av Pang Hui, son till Pang De som avrättades av Guan Yu vid Slaget vid Fancheng, efter att Konungadömet Wei besegrade Shu år 263.

## Guan Yu iSagan om de tre kungarikena
Sagan om de tre kungarikena är en historisk roman baserade på de händelser som skedde före och under perioden av De tre kungadömena. Den skrevs av Luo Guanzhong mer än ett millennium efter perioden av De tre kungadömena, romanen införlivar mycket populär folklore och operamanuskript i karaktären Guan Yu och gör honom till en av de mest förändrade i boken. Betydelsefulla tilldragelser som avviker från den sanna historien är dessa som följer:

### Svuren brödraskap i de blommande persikoträdens trädgård

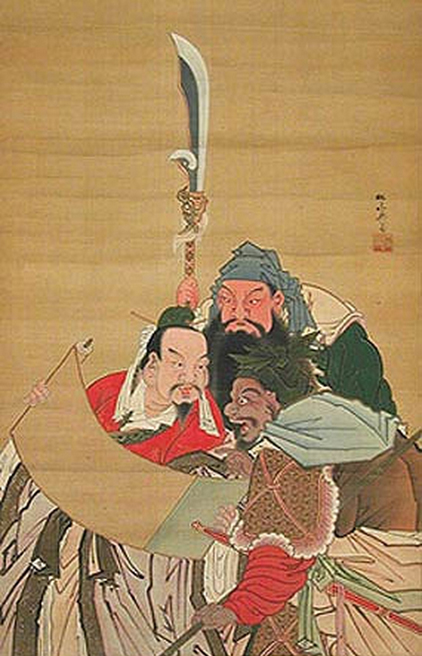
Guan Yu (överst) med sina svurna bröder Liú Bèi (vänster) och Zhang Fei (höger). Illustration ur en upplaga av Sagan om de tre kungarikena.

En av de mest kända historierna från romanen som man kan finna i det första kapitlet. Där omtalas det om Liu Bei, Guan Yu och Zhang Fei som, efter att ha mött varandra som av ett tillfälle i landet Zhuo år 188, fann att de alla tre delade samma begäran att tjäna samma land i dessa tider av omlopp. De svor att bli bröder nästa dag på Zhang Feis bakgård, som var en trädgård full av persikoträd i blom. Liu Bei rankades som den äldste, Guan Yu den andre och Zhang Fei den yngste. Efter detta rekryterade de mer än 300 lokala män och deltog i motståndet mot Gula Turbanernas rebeller.
På riktigt svor inte de tre att bli bröder, även om Krönika över de tre kungadömena säger att männen ofta delade varandras sängar och behandlade varandra som bröder. Guan Yu var dessutom ett år äldre än Liu Bei, inte yngre.
Den blommande persikoträdens ed inspirerade dagens ordenssällskap i kinesiska samhällen, så som Triaden, för att använda samma ritual då nya medlemmar skall svära en ed. "Fastän ej född samma dag samma månad samma år hoppas vi dö så" — frasen de tre bröderna sade under eden — har också blivit populär hos dagens ordenssällskaps medlemmar.

### Guan Yu dräper Hua Xiong
I kapitel 5 bildade krigsherrar runt om i landet en koalition mot Dong Zhuo, den tyranniske krigsherren och statsråd som höll marionetten Kejsar Xian som gisslan i huvudstaden Luoyang. Guan Yu och hans svurna bröder tjänade då i Gongsun Zans basläger. Gongsun Zan var en krigsherre från norra Kina som också var med i koalitionen.
Dong Zhuo placerade Hua Xiong i Sishui-passet för att avvärja attacken. Efter att på egen hand dräpt fyra av koalitionens generaler (Bao Zhong (鲍忠), Zu Mao (祖茂), Yu She (俞涉) och Pan Feng (潘凤)) tycktes Hua Xiong oövervinnelig. Trots misstankar från många av koalitionens krigsherrar, mest påfallande deras officer Yuan Shao, anmälde sig Guan Yu, som bara var en pilbågskytt från hästryggen då, som frivillig till att duellera med Hua Xiong. För att övertyga dem om att ge honom tillfället berättade han att om Hua Xiong besegrade honom kunde koalitionen ta hans huvud som straff. Cao Cao, en av de arton ledarna för koalitionen, hällde upp en kopp hett vin åt Guan Yu, men den sistnämnde avböjde och försäkrade att han snart skulle återvända. Efter ett tag återvände Guan Yu verkligen med Hua Xiongs huvud i handen, medan vinet fortfarande var varmt.
I verkligheten avrättades Hua Xiong efter att hans styrkor besegrats av Sun Jian vid Yangren (阳人).

### Guan Yu driver tillbaka Lü Bu

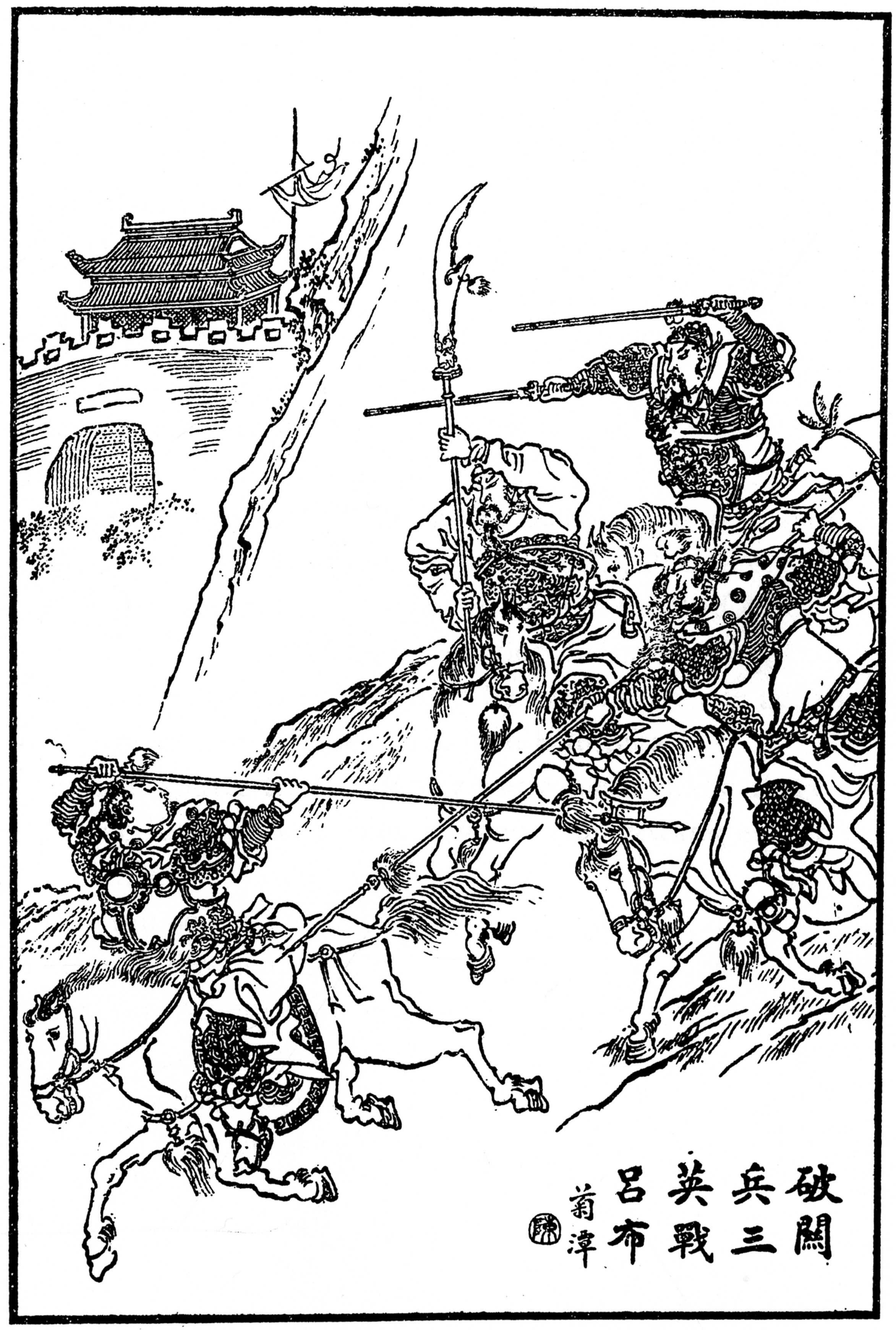
Lü Bu kämpar emot de tre svurna bröderna vid Hulaopasset. Liu Bei (längst upp i bild) har två svärd, Guan Yu (vänster om Liu Bei) har stångvapen och Zhang Fei (nedanför Liu Bei) har spjut. Lü Bu befinner sig längst till vänster i bild.

I en av de mer dramatiska duellerna i romanen attackerade Guan Yus edsvurne broder Zhang Fei den ökände Lü Bu under kampen mot Dong Zhuo. Guan Yu kom till hans hjälp efter att det obevekliga paret hade slagits vilt under 50 strider, och han och Zhang Fei slogs tillsammans mot Lü Bu ytterligare 30 strider. Efter att ännu inte tagit övertaget anslöt sig Liu Bei snart till dem. Lü Bu stod fortfarande emot alla deras attacker och de kunde inte ta övertaget förrän 20 strider senare, då Lü Bu började bli trött och retirerade. Denna syn är en av de mest konsekvent återskapade i TV-spelserien Dynasty Warriors.

### Kapitulationen till Cao Cao
Cao Cao attackerade senare Liu Beis position i Xuzhou (徐州). Den besegrade Liu Bei flydde för att söka en tillflyktsort i Yuan Shaos läger. Yan Shao var en mäktig krigsherre i norr. Guan Yu, tillsammans med Liu Beis två hustrur, blev belägrad i staden Xiapi. Utanför stadsmuren smädade Cao Caos general Xiahou Dun och lyckades locka ut Guan Yu. Då han drev sin fiende långt bort från stadsportarna fann Guan Yu att hans reträtt hade skurits av av de invaderande trupperna. Guan Yu stannade till på en rund kulle i närheten, men staden var redan övertagen.
Zhang Liao, en annan general under Cao Cao som var en gammal vän till Guan Yu, kom då obeväpnad till kullen. Han försökte övertala Guan Yu att överlämna sig genom olika skäl. Guan Yu samtyckte, men med tre villkor: att han överlämnade sig till kejsaren av Handynastin och inte till Cao Cao; att Liu Beis två hustrur skulle bli passande försörjda och skyddade; och att alla tre skulle ge sig av och söka Liu Bei då de fått reda på hans tillflyktsort. Villkoren accepterades och Guan Yu överlämnade sig till sist utan att bryta kodexen om lojalitet. Cao Cao var väldigt belåten och överöste Guan Yu med många gåvor, inkluderat Röda Springaren, en topprankad springare som nyss hade ägts av krigaren Lü Bu.
Enligt Krönika över de tre kungadömena blev både Guan Yu och Liu Beis familjemedlemmar tillfångatagna efter att Xiapi hade fallit, fast det var inte uppgivet i några kända historiska dokument att Guan Yu gjorde upp de tre villkoren då han överlämnade sig. Gåvan Röda Springaren var troligen också ihopdiktat senare.

### Guan Yu dräper Yan Liang
Cao Cao konfronterade också Yuan Shao på Gula flodens stränder i kapitel 25. För att tillförsäkra en säker korsning av floden söderut skickade Yuan Shao en avledande styrka österut, ledda av hans betrodde general Yan Liang, för att attackera Baima (白馬, nordöst om det som idag är Huaxian, Henan). Cao Cao drev då en armé med 50 000 man och anlände personligen för att försvara Baima. Då de två arméerna ställde upp på slätten skickade Cao Cao bort Song Xian och Wei Xu för att duellera mot Yan Liang, men båda dräptes efter två attacker. Då föreslog Cao Caos rådgivare Cheng Yu (程昱) att hans herre skulle skicka efter Guan Yu.
Nästa dag, då Yan Liangs armé ställde upp på slagfältet satt Guan Yu med Cao Cao på en höjd och såg ned. På håll såg han Yan Liang sitta i en stridsvagn under arméns fana. Guan Yu hoppade upp på det Röda Springaren och galopperade rakt in i fiendens led, vilka bröts framför honom som vågor inför ett fartyg. Innan Yan Liang hunnit reagera höggs han ned av sin nemesis. Guan Yu tog Yan Liangs huvud, band det om halsen på sin springare och red tillbaka utan att hindras.
I verkligheten deltog inte Cao Cao personligen i Slaget om Baima utan ledde snarare sin huvudstyrka västerut längs Gula floden för att locka Yuan Shao i samma riktning. Guan Yu och Zhang Liao hade då skickats för att försvara Baima mot Yan Liangs division.

### Guan Yu dräper Wen Chou
Efter Yan Liangs död, anmäla sig Wen Chou, en annan av Yuan Shaos betrodda generaler, som frivillig för att hämnas sin nära vän. Wen Chou ledde 100 000 man över Gula floden och kom till Cao Caos läger. I en annorlunda manöver vände Cao Cao hela sin formation runt med förråden framför sig. Då Wen Chous soldater utförde en enkel uppgift med att plundra förråden ledde Cao Cao sina män söderut till toppen av en kulle, där de tillät sina hästar att beta. Wen Chous soldater anföll hästarna när de närmade sig kullen och blev oorganiserade. Cao Cao gav då order för att göra motanfall och tvingade fienden till reträtt.
Zhang Liao och Xu Huang började omedelbart jaga dem. Wen Chou avfyrade två pilar från sin båge från hästryggen, en som skar av fjädrarna på Zhang Liaos hjälm och en som träffade Zhang Liaos häst i ansiktet. Med sin pålyxa attackerade Xu Huang Wen Chou, men var tvungen att retirera då en trupp av fienden kom till sin officers hjälp. Guan Yu ledde då ett dussinryttare för att skära av Wen Chous flyktväg och inbegreps i en duell med fienden. Efter tre kamper drog sig Wen Chou undan och försökte undkomma. Emellertid var Guan Yus Röda Riddjur kommen av en överlägsen ras och de kom snart ikapp. Guan Yu dräpte då Wen Chou bakifrån.
Det är inte uppgivet i några historiska dokument angående om Wen Chou dödades av Guan Yu i strid, endast att Wen Chous styrkor besegrades och att han själv dödades.

### Guan Yu korsar fem bergspass och dräper sex krigare

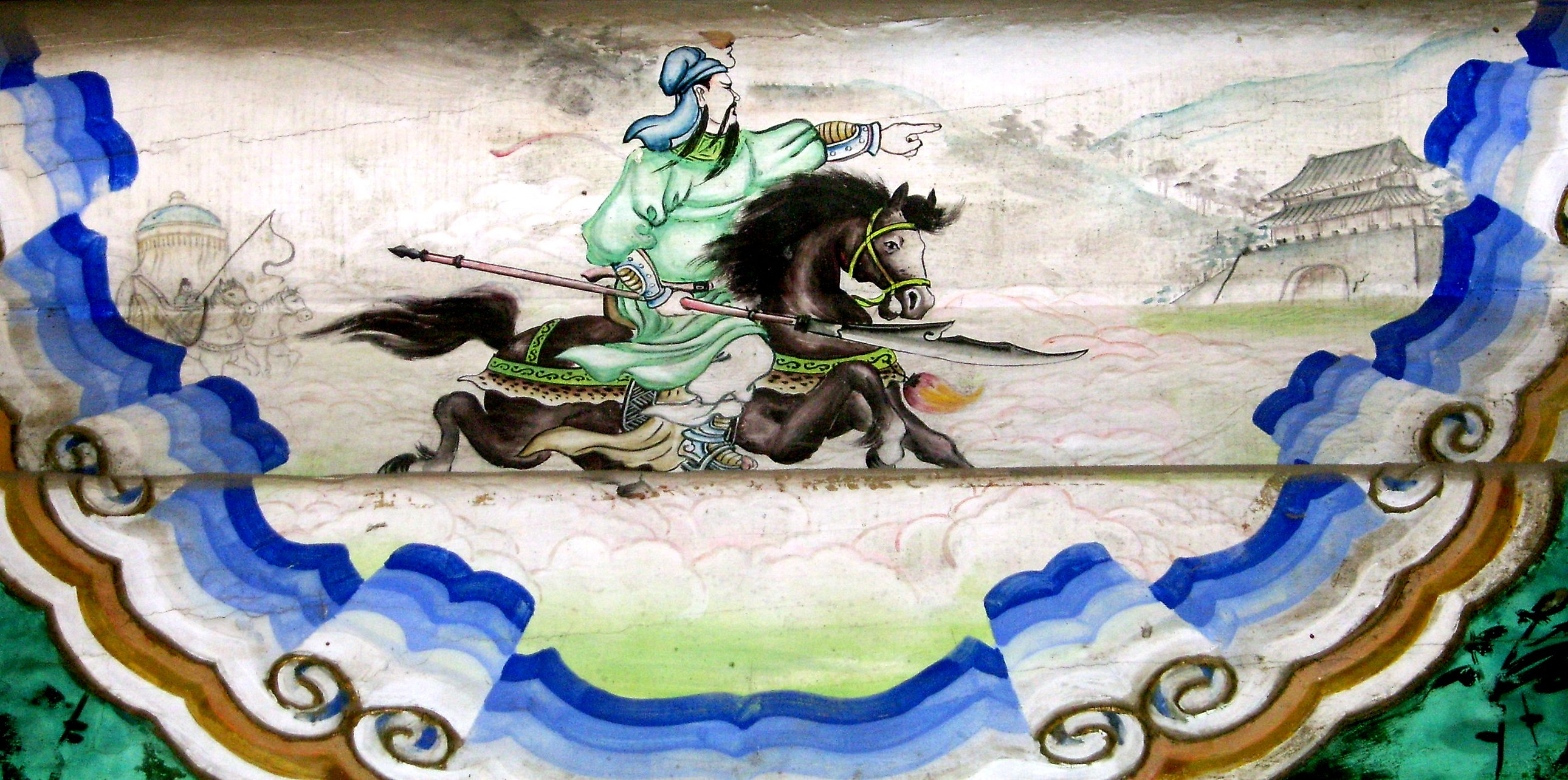
Sensmoral om Guan Yus Tusenmilaritt (千里走單騎) i Sommarpalatset.

En annan av de mest populära historierna om Guan Yu. Denna historia berättar om den lojala mannens farliga resa för att återförenas med sin herre och svurna broder Liu Bei, som bodde i Yuan Shaos läger. De fem passen i fråga bestod faktiskt bara av två pass – Dongling och Sishui – medan resten var två städer och en bevakad färja.
Berättelsen börjar i slutet av kapitel 26 då Guan Yu, som fått reda på var Liu Bei håller till efter att ha dräpt Wen Chou, förberedde sig för att lämna Xuchang tillsammans med Liu Beis två hustrur. Cao Cao var oförmögen att hålla tillbaka sin bestämde general och förbjöd sina underlydande att följa Yu.
Guan Yu satte av mot Luoyang, ridande vid sidan av häsrvagnen som bar hans styvsyster. Emellertid stoppades han vid Dongling-passet (東岭關, söder om det som idag är Dengfeng, Henan) som vaktades av Kong Xiu (孔秀). Denne vägrade låta dem passera utan ett dokument från Cao Cao. Guan Yu hade inget annat val än att dräpa Kong Xiu i en duell och fortsatte sedan genom passet.
Efter att ha korsat det första passet anlände Guan Yu till Luoyang. Stadens guvernör Han Fu (韩福) blockerade stadsportarna med tusen soldater. Han Fus medhjälpare Meng Tan (孟坦) kom fram för att duellera med Guan Yu. Efter några attacker retirerade Meng Tan i ett försök att locka in Guan Yu i en fälla, men Guan Yus häst var snabb och Meng Tan höggs i två halvor innan han kunde fly. Dock hade Han Fu redan siktat och skjutit en pil mot Guan Yu, som träffades i vänster arm. Guan Yu plockade ut pilen ur det blödande såret och attackerade Han Fu. Han klöv honom fullständigt nedanför axlarna.
Efter att ha lagt om sitt sår var Guan Yu ivrig att fortsätta. Sällskapet rörde sig genom natten och anlände till Sishui-passet (汜水關, norr om det som idag är Xingyang, Henan). Passets försvarare, Bian Xi, lade 200 män i bakhåll i ett tempel utanför passet, medan han gick ut för att möta Guan Yu. Efter att ha vunnit förtroendet hos den sistnämnde, bjöd Bian Xi in Guan Yu till en fest i templets sal. En av munkarna, som också var från lander Xie, antydde något om faran till sin kamrat från hembygden. Bakhållet misslyckades därmed och Guan Yu dräpte den beräknande Bian Xi och gav sig av mot Xingyang (滎陽).
Wang Zhi (王植), Xingyangs guvernör, misslyckades med en liknande plan. Med en föreställd vänlighet mot Guan Yu ledde Wang Zhi sällskapet till en plats att stabilisera sig för natten. Han beordrade sedan sin ställföreträdare Hu Ban (胡班) att omringa platsen med tusen soldater och bränna lägret. Hu Ban var nyfiken på hur den berömde Guan Yu såg ut, så han bestämde sig för att gå in i lägret för att ha en titt på denne. Guan Yu hörde honom och frågade vem han var, och fick reda på att Hu Ban var son till Hu Hua (胡华), en gammal byinvånare som hade givit Guan Yus sällskap husrum tidigare på resan. Guan Yu gav sedan Hu Ban ett brev från den sistnämndes fader. Där stod om vilken lojal och uppriktig man Guan Yu var, varvid Hu Ban övergav Wang Zhis plan och öppnade stadsporten för att låta Guan Yu fly. Dock jagade Wang Zhi ikapp dem och attackerade Guan Yu med sitt spjut berett. Guan Yu snurrade runt på hästryggen och klöv honom mitt itu.
Sällskapet traskade vidare och nådde slutligen färjan söder om Gual floden. Qin Qi (秦琪), överfartens försvarare, mötte ett liknande öde som sina kollegor som vågade utmana Guan Yu. Efter ett par strider högg Guan Yu av Qin Qis huvud med ett svep av sin sabel. Sålunda korsade sällskapet slutligen Gula floden och anlände till Yuan Shaos territorium. Fast Liu Bei hade, utan att veta om deras nalkande, redan rest till Ru'nan (汝南).
Under Guan Yus flykt drabbade han också samman med Zhang Liao och Xiahou Dun, som slutligen inte gjorde motstånd mot honom då Cao Cao fortsatte pendlade mellan sina order att stoppa Guan Yu eller att låta honom gå. Vid slutet av resan mötte Guan Yu sin svurne broder Zhang Fei som, mot andras råd, blev rosenrasande över att Guan Yu hade lämnat dem och tog upp sitt spjut för att slåss mot honom. Guan Yu var oförberedd på detta med efter ett antal kamper lyckades han övertala Zhang Fei att han fortfarande var brödraskapet troget.

### Guan Yu befriar Cao Cao vid Huarong-stigen
Efter att skeppen börjat brinna under slaget vid Chibi, samlade Cao Cao alla de män han kunde och flydde mot staden Jiangling. Rådgivaren Zhuge Liang instruerade Guan Yu att leda 500 fotsoldater. De väntade vid Huarong-stigen, en genväg in i skogen som ledde till Jiangling. Innan Guan Yu hade givit sig av hade han vederbörligen svurit en ed att inte låta Cao Cao resa på grund av de förflutna gåvor från krigsherren.
Under tiden hade Cao Cao kommit till en förgrening av vägen under sin livsfarliga flykt. Kolonner av rök reste sig från den smalnande vägen. Cao Cao antog att röken var ett av fiendens trick att lura honom till huvudvägen, där man ordnat med ett bakhåll. Han ledde då sina män till den smalnande vägen – Huarong-stigen.
Röken var verkligen ett trick av Zhuge Liang. Han förstod Cao Caos psykologi exakt. Emellertid hade Zhuge Liang menat att leda honom till Huarong-stigen, där Guan Yu väntade med sina män. Cao Cao räknade med att bli avskuren. Han red fram och vädjade till Guan Yu att minnas hans vänlighet en gång i tiden. Guan Yu såg de besegrade männens besvärliga situation och erinrade sig de forna utmärkelserna han fått från Cao Cao. Guan Yu lät slutligen fienden att passera utan motstånd, trots hans tidigare ed. Efter återkomsten erkände Guan Yu sin skuld och hade blivit avrättad på Zhuge Liangs order om inte Liu Bei lagt ett gott ord för honom.

### Guan Yu behandlas för en förgiftad arm

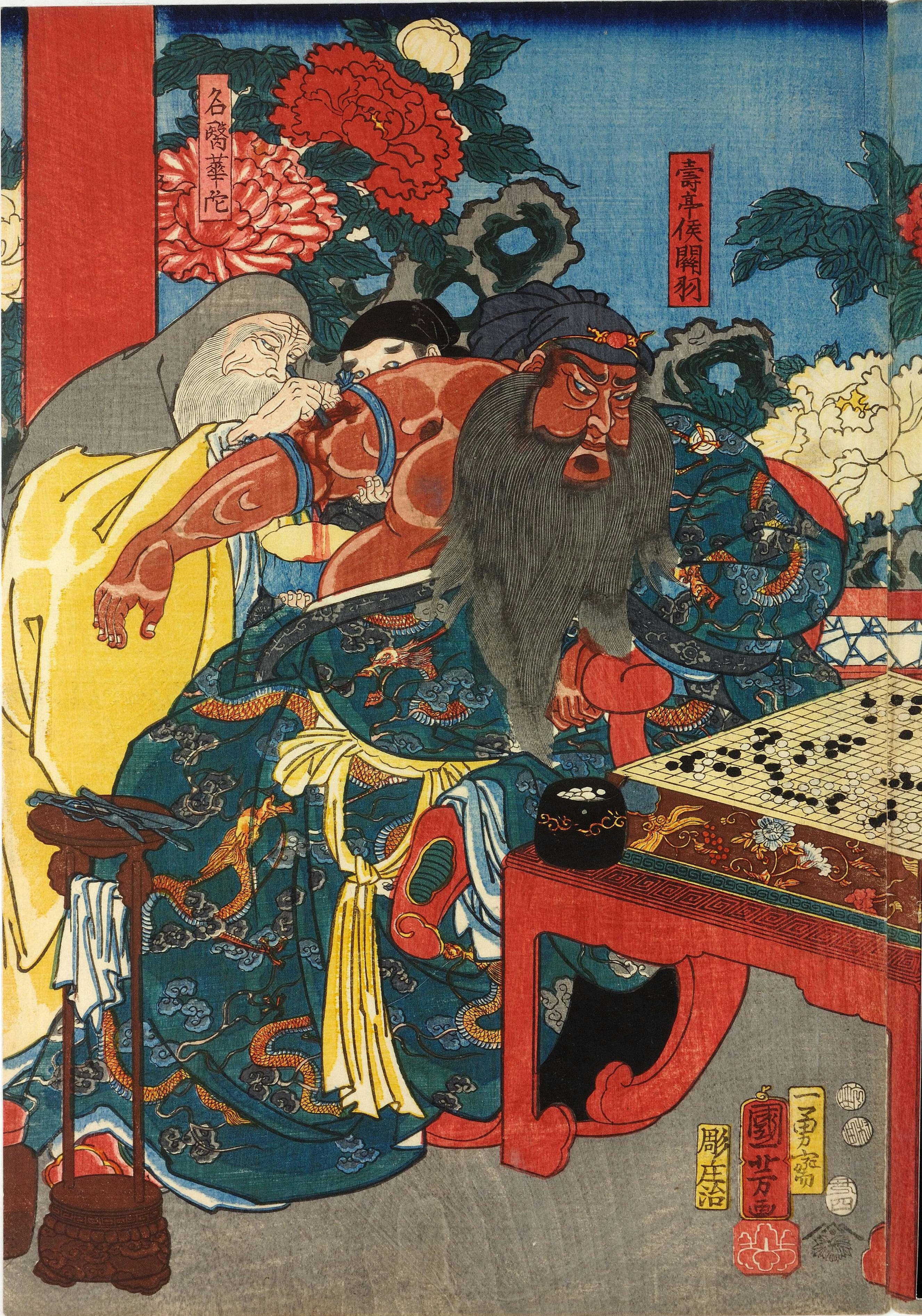
Japanskt träsnitt från 1800-talet föreställande Guan Yu vid Utagawa Kuniyoshi. I denna scen behandlas han av läkaren Hua Tuo.

Under belägringen av Fancheng (樊城, det som idag är Xiangfan, Hubei), hade Guan Yu träffats i högerarmen av en pil avfyrad av armborstskyttar uppe på stadsmuren. Pilen togs genast bort men gift vilket pilen doppats i hade sjunkit djupt in i benet. Då han var ovilligt ville överge den offensiva fälttåget var hans underlydande tvungna att skicka efter en läkare till lägret som kunde behandla den förgiftade armen.
En dag kom den ryktbare läkaren Hua Tuo med båt från öst för att se till Guan Yu, som spelade ett gospel med rådgivaren Ma Liang. Efter att ha undersökt såret sade Hua Tuo till Guan Yu att han var tvungen att skära upp armen och skrapa bort det överblivna giftet på benets yta. Han föreslog också att patienten skulle föra den skadade armen genom en ring fastsatt vid en stolpe för att hindra rörelse i avsaknad av anestesi, och att Guan Yu skulle ha ögonbindel. Emellertid anhöll Guan Yu om att den primitiva operationen skulle utföras på plats, medan han fortsatte att spela. De runt honom kröp ihop vid ljudet av kniven som skrapade mot benet, men Guan Yu åt och drack, pratade och skrattade då han inte kände någon smärta, troligen för att inte inverka på sin armés moral.
Inom några ögonblick var behandlingen utförd. Hua Tuo applicerade litet medikament i såret och sydde igen det. Guan Yu skrattade och prisade läkarens kunskaper, för han kände ingen vidare smärta i armen. Hua Tuo gav sig sedan av utan att ta emot någon belöning.
I Sagan om de tre kungarikena finns en liknande händelse, men då nämndes inte läkaren vid namn. Där åsamkades också såret i den vänstra armen i stället för den högra vide en ospecificerad tidpunkt. Hua Tuo levde inte vid operationen. Han antas har dött vid år 208 e.Kr, 12 år före historien om benskrapningen skedde.

### Upplysningen på Yuqianhöjden
Efter att Guan Yu halshöggs av Sun Quan, herren av Konungadömet Wu, strövade hans spöke genom landet och ropade "Ge tillbaka mitt huvud!" Så kom han till Yuquanhöjden (玉泉山) utanför Dangyang i nuvarande Hubei-provinsen, där han mötte samme munk som räddat hans liv utanför Sishui-passet många år tidigare under hans resa för att återförenas med Liu Bei. Munken sade följande till Guan Yus spöke: "Nu frågar du efter ditt huvud, men från vem skall Yan Liang, Wen Chou, de fem passens väktare och många andra fråga efter sina?" Spöket blev upplyst och upplöstes, fastän det hädanefter ofta visade sig själv runt höjden och skyddade ortsbefolkningen. Ett tempel byggdes sedan på höjden av folket för att tillbedja honom.
Buddhistmunken som nämndes i romanen, Pujing (普净), sades ha byggt sig själv en hydda av gräs vid Yuqianhöjdens sydöstra fot under de sista åren av Östra Handynastin. Vid platsen av hyddan byggdes senare Yuquantemplet (玉泉寺), det äldsta templet i Dangyangregionen i vilken tillbedjan av Guan Yu bottnar, slutförd inom de sista decenniet av 500-talet, under Suidynastin. Följaktligen var det till Yuquantemplets förste vördnadsvärd Guan Yus spöke visade sig och anhöll om inträde till buddhismen. En av tempelhallarna, med namnet Sangharamahallen, är tillägnad Guan Yu (se Tillbedjan till Guan Yu nedan för ytterligare detaljer).

### Hämnden på Lü Meng
Efter att ha avrättat Guan Yu och återvunnit Jingzhou (荆州) höll Sun Quan en fest för att fira och uppskatta Lü Meng, verkställande planerare och officer över manövern att överta Jingzhou och döda Guan Yu. Under festen togs Lü Meng emellertid i besittning av Guan Yus ande och tog tag i Sun Quan. Då de andra festdeltagarna skyndade framåt för att rädda deras herre svor den besuttna Lü Meng att hämnas. Efter ett ögonblick föll Lü Meng till golvet och dog. Den skrämde Sun Quan skickade då Guan Yus huvud i en trälåda till Cao Cao för att så split mellan Konungadömet Shu och Konungadömet Wei.

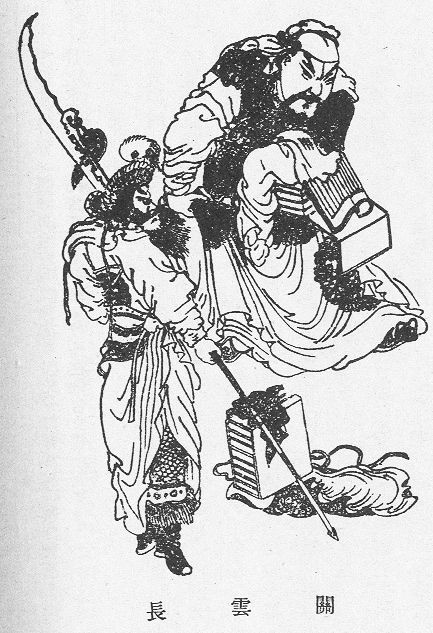
Guan Yu tillsammans med en av de två generaler som ofta flankerade honom, Zhou Cang. Från en upplaga av Sagan om de tre kungarikena under Qingdynastin.

Då Cao Cao öppnade lådan såg han att Guan Yu såg ut som om han levde. Cao Cao log och sade till Guan Yus huvud: "Jag hoppas att allt är bra med dig sedan vi sist skildes." Till hans förskräckelse öppnade Guan Yu sin mun, och det långa skägget och håret stod på ända. Cao Cao föll till golvet och återvann inte medvetandet på en lång stund. Då han gjorde det skrek han: "General Guan är verkligen en gud från himlen!" Han beordrade sedan att huvudet skulle begravas med heder som stämde överens med en nobel.
I verkligheten dog Lu Meng av en sjukdom en tid efter Guan Yus död, och han gjorde Lu Xun till sin efterträdare. Av något som kan ses som ödets ironi gav Lu Mengs död den briljante, unge strategen hans chans att påtvinga Liu Bei ett mycket mer förödande nederlag vid Yiling.

### Varierad Information
Guan Yu hade tre söner: Guan Ping, Guan Suo och Guan Xing och en dotter, Guan Fengji. Guan Yu flankerades också ofta av två generaler, Zhou Cang och Liao Hua.

## Tillbedjan till Guan Yu

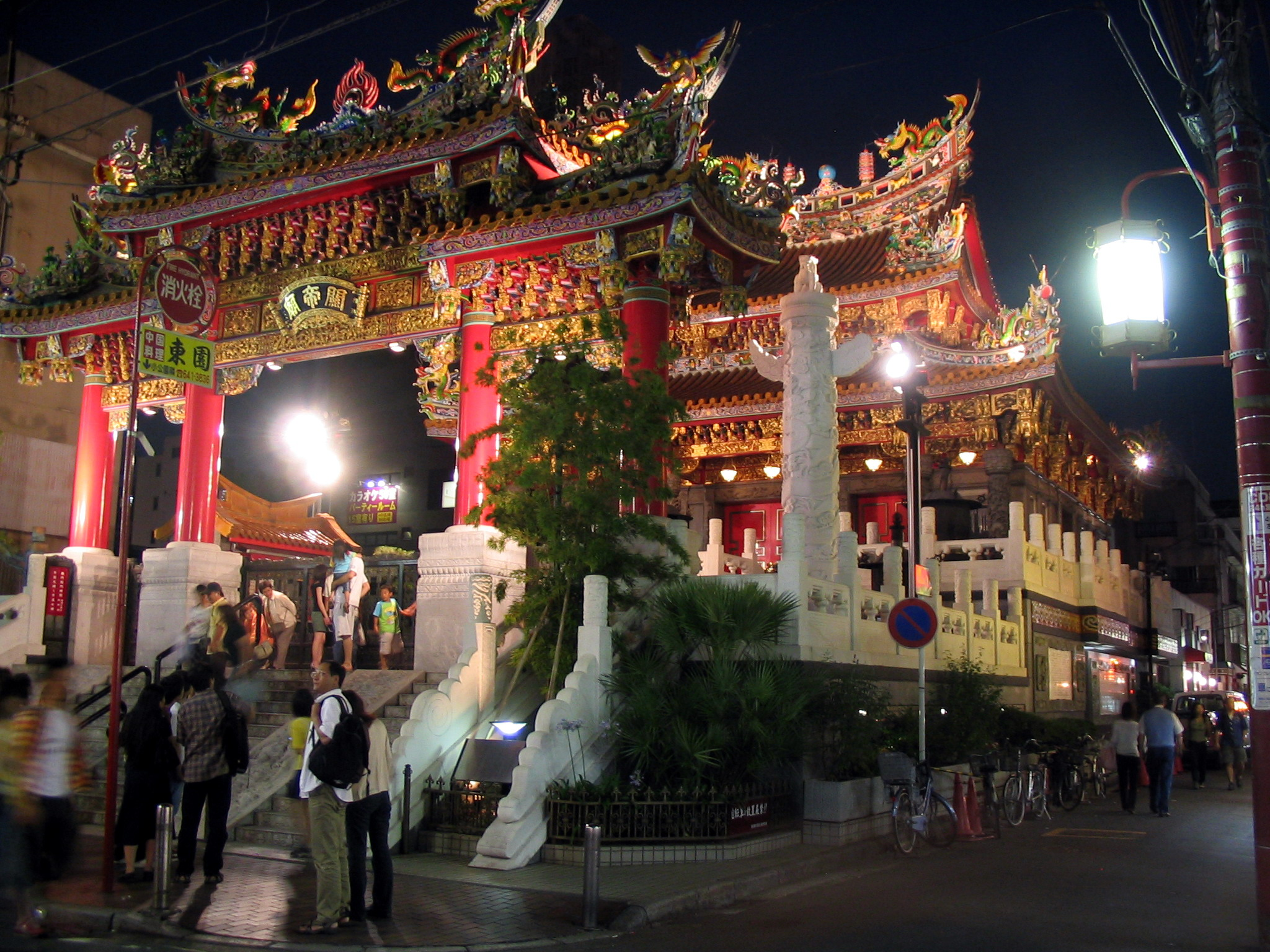
Kejsar Guan-tempel i Chinatown i Yokohama, Japan.

Guan Yu har upphöjdes till gud så tidigt som under Suidynastin och är fortfarande populärt tillbedd nuförtiden hos det kinesiska folket omväxlande som en infödd kinesisk gud, en bodhisattva i buddhismen och en väktargud i daoismen. Han har också högaktats väl i jonfucianismen. Det är inte nödvändigtvis motstridigt eller till och med förnämt i dessa kinesiska religionssystem, vilket förenar en mångfald av forntida filosofier och religioner.
I västvärlden kallas Guan Yu ibland för den taoistiske krigsguden, antagligen på grund av att han är den mest välkände militära generalen i Kinas historia. Denna missuppfattning av Guan Yu som en gud välsignar tvunget inte de som går i krig utan snarare människor som observerar brödraskapets och riktighetens kodex, till skillnad emot Mars eller Tyr.

### Allmän dyrkan
I allmän dyrkan är Guan Yu vitt räknad som Kejsare Guan (關帝), en förkortning av hans daoistiska titel Helige Kejsare Guan (關聖帝君). Templen och relikskrin tillägnade uteslutande till Guan Yu kunde återfinnas i delar av Fastlandskina, Hongkong, Macao, Taiwan och andra platser där kineser samlas. Några av dessa templen, så som Kejsare Guan-templet i Xiezhou (解州), Shanxi, byggdes exakt som ett palats som anstod hans status som en "kejsare".
Förgudningen av Guan Yu skedde i etapper, då han fick allt större postuma titlar. Liu Shan, den andre kejsaren av Konungadömet Shu, gav Guan Yu den postuma titeln Mariks Zhuangmou (壮缪侯) fyra decennier efter hans död. Under Songdynastin gav Kejsar Huizong Guan Yu titeln Hertig Zhonghui (忠惠公), och senare till och med titeln prins. År 1187, under Kejsar Xiaozongs regeringstid gav han Guan Yu titeln Prins Zhuangmou Yiyong Wu'an Yingji (壮缪義勇武安英济王). Efter att Songdynastin förintades av mongolerna, vilka etablerade Yuandynastin i Kina döptes Guan Yu om till Prins av Xianling Yiyong Wu'an Yingji (显灵義勇武安英济王) av Kejsar Wenzong.
Upptrappningen av Guan Yus status till kejsare skedde under Mingdynastin. År 1614 förlänade Wanli-kejsaren Guan Yu titeln Helige Kejsare Guan den Store Guden som Underkuvar de Tre Världarnas Demoner och vilkens Vördnad Sprids Långt och Rör Himlen (三界伏魔大神威远震天尊關聖帝君). Under Qingdynastin gav Shunzhi-kejsaren Guan Yu titeln Zhongyi Shenwu Store Helige Kejsare Guan (忠義神武關聖大帝) år 1644. Denna titel var utvidgad till Renyong Weixian Huguo Baomin Jingcheng Suijing Yuzan Xuande Zhongyi Shenwu Store Helige Kejsar Guan (仁勇威显护國保民精誠绥靖羽赞宣德忠義神武關聖大帝), totalt 24 kinesiska tecken, i mitten av 1800-talet.
Genom historien hade Guan Yu också ärats med många militära framgångar. Under Mingdynastin sades hans ande ha bistått grundandet av Hongwukejsarens flotta vid slaget vid Poyang-sjön. År 1402 kastade sig Zhu Di in i en statskupp och avsatte med framgång sin nevö, Jianwen. Zhu Di påstod att han hade välsignats av Guan Yus ande. Under 1500-talets sista årtionde ärades Guan Yu också för att ha tillbakavisat japanernas invasion av Korea av Toyotomi Hideyoshi (kallat Koreas sjuåriga krig). De regerande manchuerna under Qingdynastin associerades också med Guan Yus militära kvalitéer. Under 1900-talet dyrkades Guan Yu av krigsherren Yuan Shikai, president och senare en kortlivad kejsare i Kina.
Idag är Guan Yu fortfarande vitt dyrkad av allmänt folk. I Hongkong finns ett relikskrin tillhörande Guan Yu i varje polisstation. Fastän det inte är obligatoriskt, dyrkar och respekterar de flesta kinesiska poliser honom. Till synes ironiskt dyrkar även medlemmar av Triadligor och Hungklanen Guan Yu. Detta är ett exempel på den kinesiska tron att en ärans kodex, där Guan Yu är urtypen, existerar även i den undre världen. I Hongkong räknas Guan Yu ofta som "Yi Gor" (二哥, kantonesiska för äldste lillebror) eftersom han var tvåa efter Liu Bei i deras legendariska svurna brödraskap. Guan Yu dyrkas också av kinesiska affärsmän i Shanxiprovincen, Hongkong, Macau och Sydostasien som en alternativ Förmögenhetens Gud, eftersom han uppfattas välsigna de rakryggade och skyddar dem från de ohederliga. En annan orsak är att han sätts i samband med Cao Caos befrielse under incidenten i Huarongpasset där han lät Cao Cao och hans generaler passera säkert. För det uppfattas han vara kapabel till att ge en livlina till dem som behöver det.

### Dyrkan inom daoismen
Guan Yu är vördad som Helige Kejsare Guan (förenklad kinesiska: 关圣帝君; traditionell kinesiska: 關聖帝君; pinyin: Gūanshèngdìjūn) och en ledande undertryckare av demoner i daoismen. Daoistisk dyrkan av Guan Yu började under Songdynastin. Enligt legenden var saltsjön i det som idag är Xiezhou (解州镇) gradvis blivit sött under 1100-talets andra årtionde. Kejsare Huizong sammankallade då himlamästaren Zhang Jixian (張繼先), himlamästaren Zhang Daolings trettionde ättling, för att undersöka fallet. Kejsaren fick höra att söndringen var Chi Yous (en krigsgud) verk. Mästaren rekryterade sedan Guan Yu, som mötte Chi You i ett slag över sjön och vann, varpå sjön återupptog sin saltproduktion. Kejsare Huizong förlänade därmed Guan Yu titeln Chongnings Odödlige (崇寕真君), vilket vanligtvis introducerar honom med det sistnämnda namnet in i daoismen.
I början av Mingdynastin dokumenterade den fyrtioandra Himmelska mästaren Zhang Zhengchang (張正常) incidenten i sin bok Handynastins Himmelska mästares Anor (漢天师世家), den första taoistklassikern för att intyga legenden. Idag är den taoistiska tillämpningen övervägande i dyrkan av Guan Yu. Många templen tillägnade Guan Yu, inkluderat Kejsare Guan-templet i Xiezhous härad, har många taoistiska influenser. Varje år, på den trettonde dagen den femte månaden i den kinesiska kalendern (legendariskt som Guan Yus födelsedag), anordnas även en gatuparad till Kejsare Guans ära.

### Dyrkan inom buddhismen
Inom kinesisk buddhism äras Guan Yu som en bodhisattva och beskyddare av Dharma. Han kallas Sangharama Bodhisattva (förenklad kinesiska: 伽蓝菩萨; traditionell kinesiska: 伽藍菩薩, ibland 僧伽藍摩; pinyin: Qíelán Púsà). Sangharama är sanskrit och betyder "tempel", eftersom Guan Yu också är templets beskyddare. Hans staty finns ofta till vänster om relikskrinet, mitt emot sin motsvarighet, Skanda Bodhisattva.
Enligt buddhistiskt synsätt, visade sig Guan Yu år 592 en natt före tipitakamästaren Zhiyi, grundare av buddhismens Tientaiskola, med ett följe av andliga väsen. Zhiyi befann sig då i djup meditation på Yuquan-kullen (玉泉山) då han distraherades av Guan Yus närvaro. Efter att ha anammat den buddhistiska läran från mästaren skaffade sig Guan Yu de Fem Reglerna. Hädanefter blev han väktaren av templen och Dharma. Legenderna berättar också att Guan Yu assisterade Zhiyi i konstruktionen av Yuquan-templet (玉泉寺), vilket fortfarande finns kvar.
I den historiska romanen Sagan om de tre kungarikena skrev Luo Guanzhong att Guan Yu visade sig själv som en munk med namnet Pujing (普净) på Yuquan-kullen på natten av hans död. Från Pujing sökte Guan Yu den buddhistiska läran och omvändes till tron. Men medan detta är en modifikation av den "sanna" redogörelsen, existerade Pujing faktiskt på riktigt. Platsen där Pujing byggde en hydda av gräs för sig själv var där Yuquan-templet senare byggdes.

## Eftermäle
- Guan Yu är en av de många spelbara karaktärerna i Koeis historiskt baserade spelserie Dynasty Warriors. I spelet är han en lång, kraftig, högröd man klädd i en grön dräkt. Han är mest känd för sitt långa, mörka skägg. Hans vapen är det mäktiga guan daon named "Blå Måndraken" och kan ofta ses på Lu Bus häst Röda Märren. Han är rätt långsam i löpning, och de flesta spelare förser honom ofta både med snabbskor och Röda Märren, men i strid når han långt med sitt vapen med flera svepande och uppkastande rörelser. När han använder den speciella Musou-attacken, specialattacken, snurrar han runt med sitt vapen utsträckt åt sidan. I senare versioner av spelet (3-5), blir han mer realistisk då han inte längre är röd i ansiktet.

- Guan Yu är också en spelbar karaktär i spelserien Sangokushi. Han får ofta de högsta Krig- och Ledarskapsstatistikerna vilket gör honom till en av de bästa karaktärerna att använda.

- Ett annat spel där Guan Yu figurerar är Street Fighter-klonen Sango Fighter. Precis som i Dynasty Warriors beskrivs Guan Yu som en lång, högröd man i grönt med långt, mörkt skägg. Även här har han Gröna drakens halvmånformade blad.

- Guan Yu är även en spelbar karaktär med sitt eget paket med hjälpkort i det andra uppsättningen av Anachronism.

- MapleStory, ett spel från Wizet, har en Guan Yu-kostym i sig. Den består av en turban, grön stridsklädnad, skor, skägg och hans vapen.

- I Magic: The Gatherings Portal Three Kingdoms-uppsättning finns Guan Yu som ett spelbart, sällsynt kort. Det kostar tre slängda vita mana och tre slängda kort för att sammankalla.

- En karaktär i serien Shining Force för Sega Genesis och Game Boy Advance, General Elliot, är överensstämmande med Guan Yu då han hanterar ett guando-likt vapen. Dessutom har han Guan Yus röda skinn. Elliot motsvarar även liknande moral och värde som det som tillskrivs Guan Yu.

- I Emperor: Rise of the Middle Kingdom är Guan Yu (kallad Guan Di) en taoist-hjälte med vissa kunskaper i konfucianism. Han kan fylla lagren med sojabönor, leda trupper i strid och välsigna ett militärt fort för att fylla det med vapnen åt soldaternas träning.

- I My name is Bruce är Guan Yu en demon som sätter skräck i den lokala ortsbefolkningen i ett litet gruvsamhälle.